# Houda Abouz
Houda Abouz, nascida em 1995, é uma rapper marroquina e defensora dos direitos das mulheres, conhecida por seu nome artístico Khtek (em árabe marroquino, significa "sua irmã").

## Biografia
Houda se formou em estudos de cinema na Universidade Abdelmalek Essaâdi em Tétouan, Marrocos. Em novembro de 2020, ela foi anunciada como uma das 100 mulheres da BBC do ano de 2020. 
Abouz aparece na música “Hors Serie” ao lado de astros do rap masculino no Marrocos, como Elgrande Toto, Don Bigg e Draganov. O vídeo da música teve aproximadamente 16 milhões de visualizações no Youtube, e o sucesso a incentivou a fazer música sozinha. O seu single de estreia “KickOff” faz critica a uma sociedade que não oferece oportunidades iguais para as mulheres.
O rap é minha paixão e meu mecanismo de defesa em uma sociedade patriarcal— Houda Abouz diz Houda Abouz à Reuters em entrevista na capital Rabat.